# Phylica meyeri
Phylica meyeri är en brakvedsväxtart som beskrevs av Otto Wilhelm Sonder. Phylica meyeri ingår i släktet Phylica och familjen brakvedsväxter. Inga underarter finns listade i Catalogue of Life.